# Mattia Viel
Mattia Viel (Torino, 22 aprile 1995) è un ex ciclista su strada e pistard italiano, professionista dal 2018 al 2022. Attivo anche nel gravel, nel 2022 ha partecipato con la Nazionale italiana ai primi Campionati del mondo di specialità. Dopo il ritiro dalle corse ha assunto ruoli social e marketing presso aziende del mondo del ciclismo.

## Palmarès

### Strada
- 2012 (Juniores)[1]

Trofeo Comune di Maleo
- 2013 (Juniores)[2]

Piccola Tre Valli Varesine

### Pista
- 2018

Sei giorni di Torino, Torino

## Piazzamenti

### Classiche monumento
- Milano-Sanremo

2021: ritirato

### Competizioni mondiali
- Campionati del mondo gravel

Veneto 2022 - Elite: 74º